# Le Tsarévitch (film)
Pour plus de détails, voir Fiche technique et Distribution.
Le Tsarévitch (Der Zarewitsch) est un film musical franco-allemand d'Arthur Maria Rabenalt sorti en 1955.

## Synopsis
Sonja, danseuse soliste et chanteuse, est follement amoureuse du ténor au sang chaud José Moreno, engagé avec elle dans le même théâtre et qui brille actuellement dans le rôle d'opérette du Tsarévitch. Alors qu'elle lui lance un nouveau regard langoureux, Sonja perd un instant le contrôle, tombe de la scène et s'évanouit. Sonja se réveille dans un pays de rêve digne d'une opérette, où tous ses rêves d'amour deviennent réalité : Le tsarévitch Aliocha, déçu par l'amour, vit reclus dans son château de conte de fées en Crimée.
Pour pouvoir approcher le tsarévitch sans être remarquée, la Sonia des rêves se déguise en garçon. Son subterfuge est cependant démasqué lorsque vient le moment où le « jeune homme » doit se déshabiller dans la salle de bain. Les deux jeunes gens tombent amoureux, mais le grand-duc Fjodor, le père tout-puissant du tsarévitch, interdit cette liaison, si bien que Sonja et Aliocha doivent s'enfuir. Ensemble, ils s'échappent vers l'Italie. Mais le bonheur semble de courte durée ... lorsque la danseuse Sonja se réveille de son coma. Penchée sur elle avec un sourire inquiet, la jeune femme voit José au-dessus d'elle. Le rêve semble devenir réalité.

## Fiche technique
- Titre français : Le Tsarévitch[1]
- Titre original : Der Zarewitsch[2]
- Réalisation : Arthur Maria Rabenalt
- Scénario : Hans Rameau, Roger Richebé
- Photographie : Georg Bruckbauer (de)
- Montage : Martha Dübber (de)
- Musique : Franz Lehár
- Production : Artur Brauner, Ernst Steinlechner, Roger Richebé
- Sociétés de production : CCC-Filmkunst, Les Films Roger Richebé
- Pays de production :  Allemagne de l'Ouest -  France
- Langue originale : allemand
- Format : Couleur par Eastmancolor - 1,33:1 - Son mono - 35 mm
- Durée : 94 minutes
- Genre : Film musical
- Dates de sortie : 
  - Italie : 12 octobre 1954
  - France : 25 février 1955

## Distribution
- Luis Mariano : Aliocha alias José Moreno
- Sonja Ziemann : Sonia Ilianova
- Iván Petrovich : Grand-Duc Fiodor
- Hans Richter : Boris
- Paul Henckels : Pavlitch
- Ernst Waldow : Piotroff
- Irina Garden : Princesse Olga
- Hanne-Lore Morell : Katia
- Maria Sebaldt : Mascha
- Gerhard Frickhöffer Vassili
- Axel Monjé
- Edelweiss Malchin :